# Jérôme Bisson (général)
Pour les articles homonymes, voir Jérôme Bisson.
Jérôme Bisson, né le 3 octobre 1807 à Toulon et mort le 25 février 1889 à Toulouse, est un général de division français, grand-croix de la Légion d'honneur.
Officier sorti du rang, il se distingue durant la conquête de l'Algérie, puis, général, il commande une brigade lors de la guerre de Crimée, et  est blessé à la bataille de Malakoff lors de la prise de Sébastopol en septembre 1855.  Il commande une division au cours de la guerre de 1870 et s'illustre notamment à la bataille de Rezonville en août 1870 sous les ordres du maréchal Canrobert.

## Biographie

### Famille
Il est le fils de Jacques Bisson, capitaine de l'infanterie de marine, né en 1760 à Issoudun et de Fleurine Brun.

### Carrière militaire
Entré comme soldat au 17e régiment d'infanterie en 1826, il fait ses premières campagnes en Algérie en 1830, région dans laquelle, sauf deux interruptions, il demeure jusqu'en 1848. Il est affecté en janvier 1831 au bataillon de zouaves où il reste jusqu'en juillet 1838. Il est nommé sous-lieutenant en avril 1833, fait chevalier de la Légion d'honneur le 15 janvier 1836, lieutenant en avril 1836, capitaine en novembre 1837 et chef de bataillon en juin 1840 au 2e régiment d'infanterie légère. Il commande brièvement le 3e bataillon de chasseurs à pied de janvier à août 1842 avec lequel il est blessé trois fois dans la même journée au combat des Beni-Menasser en juin 1842. Lieutenant-colonel au 53e de ligne en 1844, il devient en 1848, colonel du 11e régiment d'infanterie légère. Il est cité neuf fois à l'ordre de l'armée, notamment par les maréchaux Clauzel, Valée et Bugeaud, pour sa conduite lors des nombreuses expéditions (expéditions des Hadjoutes, expédition de Mascara, prise de Constantine, expédition des Bibans, combats des Oliviers, des Beni-Menasser, bataille d'Isly (1844), etc.). Il est promu officier de la Légion d'honneur le 1er mars 1850.
En janvier 1853, il est nommé général de brigade. Il prend ensuite part à la guerre de Crimée en 1854 au commandement d'une brigade d'infanterie de la 4e division (général Dulac) du 2e corps (général Bosquet). Lors de l'assaut de Malakoff le 8 septembre 1855, il remplace le général Dulac à la tête de sa division et est blessé d'un coup de biscaïen. Il est promu commandeur de la Légion d'honneur le 15 août 1854. 
Il rentre en France en mai 1856 puis est nommé général de division en juillet. Il occupe les fonctions d'inspecteur général d'arrondissements d'infanterie et de commandant de divisions militaires jusqu'en 1870. Il est élevé à la dignité de grand officier de la Légion d'honneur le 30 décembre 1863.
Il participe à la guerre de 1870 contre l'Allemagne au commandement de la 2e division d'infanterie du 6e corps d'armée commandé par le maréchal Canrobert. Il se distingue notamment à la bataille de Rezonville le 16 août 1870 où il a plusieurs chevaux tués sous lui et reste à pied pour commander le combat. Il est fait prisonnier après le siège de Metz le 28 octobre 1870 et emmené en captivité. Libéré en mars 1871, il rentre en France et reçoit le commandement de la 14e division militaire à Bordeaux.
En récompense de ses anciens services et de sa conduite en 1870, il est élevé à la dignité de grand-croix de la Légion d'honneur par arrêté du 20 avril 1871, en même temps que les généraux Bourbaki et de Cissey.
Il est placé dans la section de réserve en octobre 1872 et prend sa retraite en janvier 1879.

## Le général Bisson vu par les historiens de son temps
Dick de Lonlay dresse le portrait suivant du général Bisson alors qu'il combat durant la guerre de 1870 :
« Le général Bisson [...] est un vieux et vigoureux soldat, qui a pris part à l'expédition  d'Alger en 1830. Resté sergent par les manières et la conversation, il se révélait sur le champ de bataille, non seulement par un courage tel, qu'il semblait que pour lui le danger n'existait pas, mais surtout par un sang-froid et un coup d'œil remarquables. Excellent homme au fond, ayant conservé les habitudes du « débrouillez-vous » et de la « chaparderie » qu'on attribue aux zouaves de la création. ».
Germain Bapst écrit dans sa biographie du maréchal Canrobert à propos de Bisson, sous les ordres du maréchal durant la guerre de 1870 : « Le général Bisson commandant la 2e division était petit, brun, trapu : type de sous-officier à trois brisques: sans éducation, sorti des rangs, sorte de paysan madré, très adroit, très fin, et d'une réelle valeur militaire... Il était admirablement brave, très énergique, ne se laissant jamais démonter et sous le feu, se transformant au point de cesser d'être grossier, de devenir courtois et de parler sans jurer et sur un ton convenable : il avait alors un jugement parfait et une décision opportune ; à tout prendre, c'était un chef de valeur, capable d'initiative et sur lequel, dans l'action, le
maréchal pouvait compter ».

## Décorations

### Françaises
- Grand-croix de la Légion d'honneur (20 avril 1871)
  - Grand officier le 30 décembre 1863
  - Commandeur le 15 août 1854
  - Officier le 1er mars 1850
  - Chevalier le 15 janvier 1836
- Médaille commemorative de Crimée

### Étrangères
- Chevalier de l'ordre du Bain (Royaume-Uni)
- Médaille de la valeur militaire de Sardaigne
- Commandeur de l'ordre du Médjidié (Turquie)

### Sources contemporaines
- « Le général de division Bisson » dans Revue du Cercle militaire, Paris, 14 avril 1889, p. 346. Lire en ligne.
- Germain Bapst, Le maréchal Canrobert : souvenirs d'un siècle, t.4, pp. 349-350. Lire en ligne.

Le général Brisson est cité dans de nombreux ouvrages sur la guerre de 1870 et sur la guerre de Crimée notamment dans :
- Dick de Lonlay, Français & Allemands : histoire anecdotique de la guerre de 1870-1871. Gravelotte, Rézonville, Vionville, Mars-la-Tour, Saint-Marcel, Flavigny, Garnier frères, 1887-1891, pp. 137-140. Lire en ligne.

### Sources modernes
- Michel Wattel et Béatrice Wattel (préf. André Damien), « Bisson, Jérôme Louis » in  Les Grand’Croix de la Légion d’honneur : De 1805 à nos jours, titulaires français et étrangers, Paris, Archives et Culture, 2009, 701 p. (ISBN 978-2-35077-135-9).
- « Bisson (Jérôme Louis) » dans Dictionnaire de biographie française, t.6, Letouzey et Ané, 1954, p. 529.